# Великоберезовицька селищна територіальна громада
Великоберезовицька селищна громада — територіальна громада в Україні, в Тернопільському районі Тернопільської области. Адміністративний центр — селище Велика Березовиця.
Площа громади — 205,0 км², населення — 23 134 осіб (2020).
Утворена 12 червня 2020 року, відповідно до розпорядження Кабінету Міністрів України № 724-р «Про визначення адміністративних центрів та затвердження територій територіальних громад Тернопільської області».
19 липня 2020 року, в результаті адміністративно-територіальної реформи та ліквідації Тернопільського району, увійшла до складу новоутвореного Тернопільського району.

## Населені пункти
У складі громади 1 селище (Велика Березовиця) і 12 сіл:
- Буцнів
- Велика Лука
- Йосипівка
- Лучка
- Мар'янівка
- Миролюбівка
- Мишковичі
- Настасів
- Острів
- Петриків
- Серединки
- Хатки